# جوتو-کو، اوساکا

بخش جوتو با رنگ آبی تیره مشخص شده است

بخش جوتو، اوساکا (به ژاپنی: 城東区 Jōtō-ku) یکی از مناطق ۲۴ گانه اوساکا در ژاپن است.